# Mistrzostwa Świata Juniorów w Narciarstwie Alpejskim 2007
26. Mistrzostwa świata juniorów w narciarstwie alpejskim odbyły się w dniach 6 - 11 marca 2007 r. w austriackiej miejscowości Altenmarkt im Pongau w kraju związkowym Salzburg. Rozegrano po 5 konkurencji dla kobiet i mężczyzn. W klasyfikacji medalowej triumfowała reprezentacja gospodarzy, której zawodnicy zdobyli także najwięcej medali, trzynaście, w tym 3 złote, 4 srebrne i 6 brązowych medali. 

## Wyniki
| Pozycja | Zawodnik         | Narodowość | Czas    |
| ------- | ---------------- | ---------- | ------- |
|         | Beat Feuz        | Szwajcaria | 1:38,41 |
|         | Matts Olsson     | Szwecja    | 1:38,85 |
|         | Bernhard Graf    | Austria    | 1:38,96 |
| 4.      | Marco Fuchs      | Austria    | 1:38,99 |
| 5.      | Will Brandenburg | USA        | 1:39,33 |
| 6.      | Filip Flisar     | Słowenia   | 1:39,47 |

| Pozycja | Zawodniczka        | Narodowość    | Czas    |
| ------- | ------------------ | ------------- | ------- |
|         | Tina Weirather     | Liechtenstein | 1:39,69 |
|         | Lara Gut           | Szwajcaria    | 1:39,76 |
|         | Nicole Schmidhofer | Austria       | 1:40,50 |
| 4.      | Stefanie Moser     | Austria       | 1:40,54 |
| 5.      | Gina Stechert      | Niemcy        | 1:40,64 |
| 6.      | Edith Miklós       | Rumunia       | 1:40,79 |

| Pozycja | Zawodnik        | Narodowość | Czas    |
| ------- | --------------- | ---------- | ------- |
|         | Beat Feuz       | Szwajcaria | 1:07,77 |
|         | Joachim Puchner | Austria    | 1:07,85 |
|         | Bernhard Graf   | Austria    | 1:07,96 |
| 4.      | Marco Fuchs     | Austria    | 1:08,31 |
| 5.      | Matts Olsson    | Szwecja    | 1:08,32 |
| 6.      | Miha Kuerner    | Słowenia   | 1:08,54 |

| Pozycja | Zawodniczka         | Narodowość    | Czas    |
| ------- | ------------------- | ------------- | ------- |
|         | Nicole Schmidhofer  | Austria       | 1:19,34 |
|         | Tina Weirather      | Liechtenstein | 1:19,45 |
|         | Eva-Maria Brem      | Austria       | 1:19,72 |
| 4.      | Maruša Ferk         | Słowenia      | 1:20,38 |
| 5.      | Viktoria Rebensburg | Niemcy        | 1:20,45 |
| 6.      | Ilka Štuhec         | Słowenia      | 1:20,57 |

| Pozycja | Zawodnik        | Narodowość | Czas    |
| ------- | --------------- | ---------- | ------- |
|         | Marcel Hirscher | Austria    | 2:14,01 |
|         | Marcus Sandell  | Finlandia  | 2:14,86 |
|         | Matts Olsson    | Szwecja    | 2:15,17 |
| 4.      | Markus Nilsen   | Norwegia   | 2:15,40 |
| 5.      | Samy Blanc      | Francja    | 2:15,42 |
| 6.      | Bernhard Graf   | Austria    | 2:15,78 |

| Pozycja | Zawodniczka        | Narodowość    | Czas    |
| ------- | ------------------ | ------------- | ------- |
|         | Nicole Schmidhofer | Austria       | 2:14,90 |
|         | Tina Weirather     | Liechtenstein | 2:15,20 |
|         | Eva-Maria Brem     | Austria       | 2:15,45 |
| 4.      | Olivia Bertrand    | Francja       | 2:16,30 |
| 5.      | Aude Aguilaniu     | Francja       | 2:16,74 |
| 6.      | Maruša Ferk        | Słowenia      | 2:16,89 |

| Pozycja | Zawodnik        | Narodowość | Czas    |
| ------- | --------------- | ---------- | ------- |
|         | Matic Skube     | Słowenia   | 1:49,45 |
|         | Marcel Hirscher | Austria    | 1:49,56 |
|         | Beat Feuz       | Szwajcaria | 1:50,73 |
| 4.      | Armin Triendl   | Austria    | 1:50,81 |
| 5.      | Mauro Caviezel  | Szwajcaria | 1:50,91 |
| 6.      | Miha Kuerner    | Słowenia   | 1:51,09 |

| Pozycja | Zawodniczka    | Narodowość | Czas    |
| ------- | -------------- | ---------- | ------- |
|         | Ilka Štuhec    | Słowenia   | 1:44,23 |
|         | Katharina Dürr | Niemcy     | 1:44,30 |
|         | Simone Streng  | Austria    | 1:44,79 |
| 4.      | Maruša Ferk    | Słowenia   | 1:45,12 |
| 5.      | Susanne Riesch | Niemcy     | 1:45,41 |
| 6.      | Célina Hangl   | Szwajcaria | 1:45,42 |

| Pozycja | Zawodnik      | Narodowość | Punkty |
| ------- | ------------- | ---------- | ------ |
|         | Beat Feuz     | Szwajcaria | 22,36  |
|         | Bernhard Graf | Austria    | 31,31  |
|         | Miha Kuerner  | Słowenia   | 38,74  |
| 4.      | Matic Skube   | Słowenia   | 41,92  |
| 5.      | Fritz Dopfer  | Austria    | 47,95  |
| 6.      | Travis Ganong | USA        | 71,49  |

| Pozycja | Zawodniczka        | Narodowość | Punkty |
| ------- | ------------------ | ---------- | ------ |
|         | Ilka Štuhec        | Słowenia   | 35,66  |
|         | Nicole Schmidhofer | Austria    | 39,12  |
|         | Maruša Ferk        | Słowenia   | 42,16  |
| 4.      | Stefanie Moser     | Austria    | 45,87  |
| 5.      | Vanja Brodnik      | Słowenia   | 80,35  |
| 6.      | Andrea Dettling    | Szwajcaria | 99,23  |

## Klasyfikacja medalowa
| Miejsce | Państwo       |   |   |   | złoto · srebro · brąz |
| ------- | ------------- | - | - | - | --------------------- |
| 1.      | Austria       | 3 | 4 | 6 | 13                    |
| 2.      | Szwajcaria    | 3 | 1 | 1 | 5                     |
| 3.      | Słowenia      | 3 | 0 | 2 | 5                     |
| 4.      | Liechtenstein | 1 | 2 | 0 | 3                     |
| 5.      | Szwecja       | 0 | 1 | 1 | 2                     |
| 6.      | Finlandia     | 0 | 1 | 0 | 1                     |
|         | Niemcy        | 0 | 1 | 0 | 1                     |